# تمبر مالیه

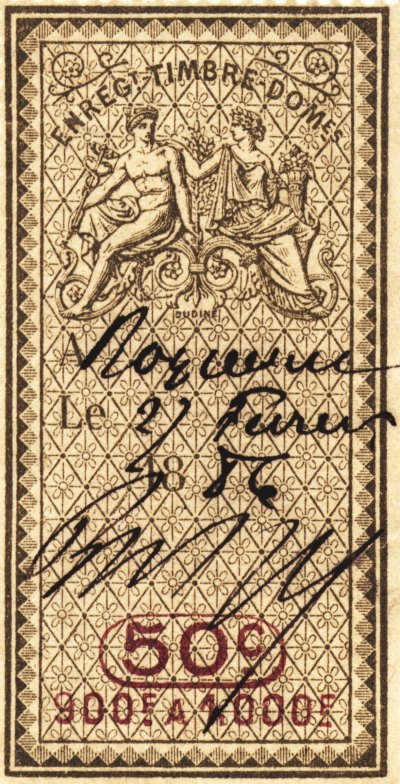
تمبر مالیهٔ فرانسوی مربوط به سال ۱۸۸۶ که یک ابطال مدادی بر روی آن دیده می‌شود.

تمبر مالیه که تمبر پستی مالیاتی و تمبر خزانه هم نامیده می‌شود گونه‌ای تمبر است که به منظور وصول مالیات، یا درآمدهای اسناد، تنباکو، نوشیدنی‌های الکلی، داروها، ورق‌های بازی، پروانه شکار، گواهی ثبت سلاح دستی و بسیاری چیزهای دیگر استفاده می‌شود. تمبرهای مالیه از سوی دولت‌های کشوری و محلی یا نهادهای گوناگون رسمی چاپ و صادر می‌شود. نخستین تمبرهای مالیه در سال ۱۸۵۷ میلادی به بازار آمد. در سال ۲۰۰۴ بیش از ۱۰ میلیون تمبر مالیه چاپ شده‌است؛ ولی امروزه استفاده از این نوع تمبرها رو به کاهش دارد.
پایان دودمان قاجار با زدن مهر پست حکومت موقتی پهلوی ۹ آبانماه ۱۳۰۴–۱۹۲۵ بر روی تمبرهای مالیاتی، اعلان گردید.
چندین کشور عربی، از جمله سوریه، برای تأمین هزینه‌های جنگ با اسرائیل و نیازهای نظامی بعدی از تمبرهای مالیه استفاده کردند. دولت عثمانی در جریان جنگ بالکان در ۱۳۲۹–۱۳۳۰/ ۱۹۱۱–۱۹۱۲ تمبرهای مالیاتی چاپ کرد و جمهوری ترک‌های جوان در ۱۳۳۸، مقادیر زیادی از این تمبرها را منتشر کرد که نشان‌دهنده وضع فاجعه‌آمیز آن کشور در این سال‌ها بود.

## نگارخانه

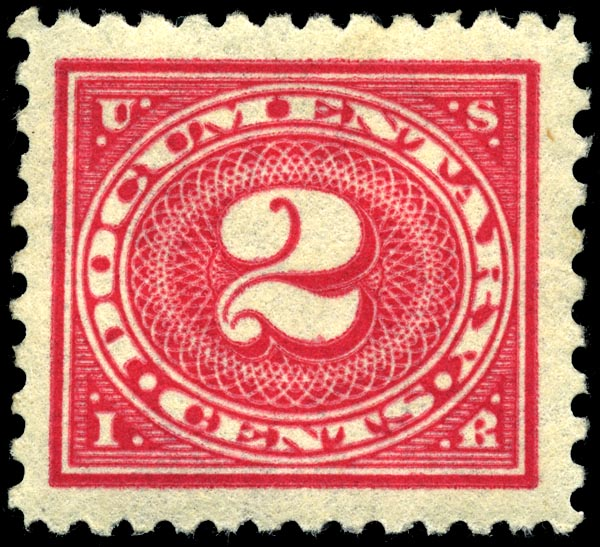
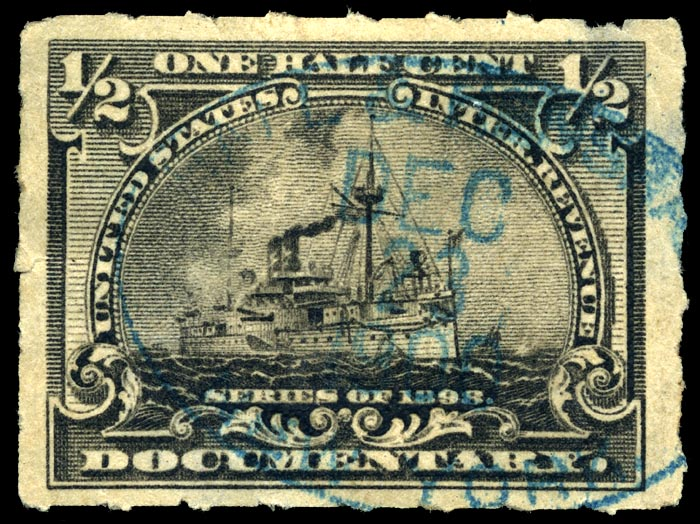
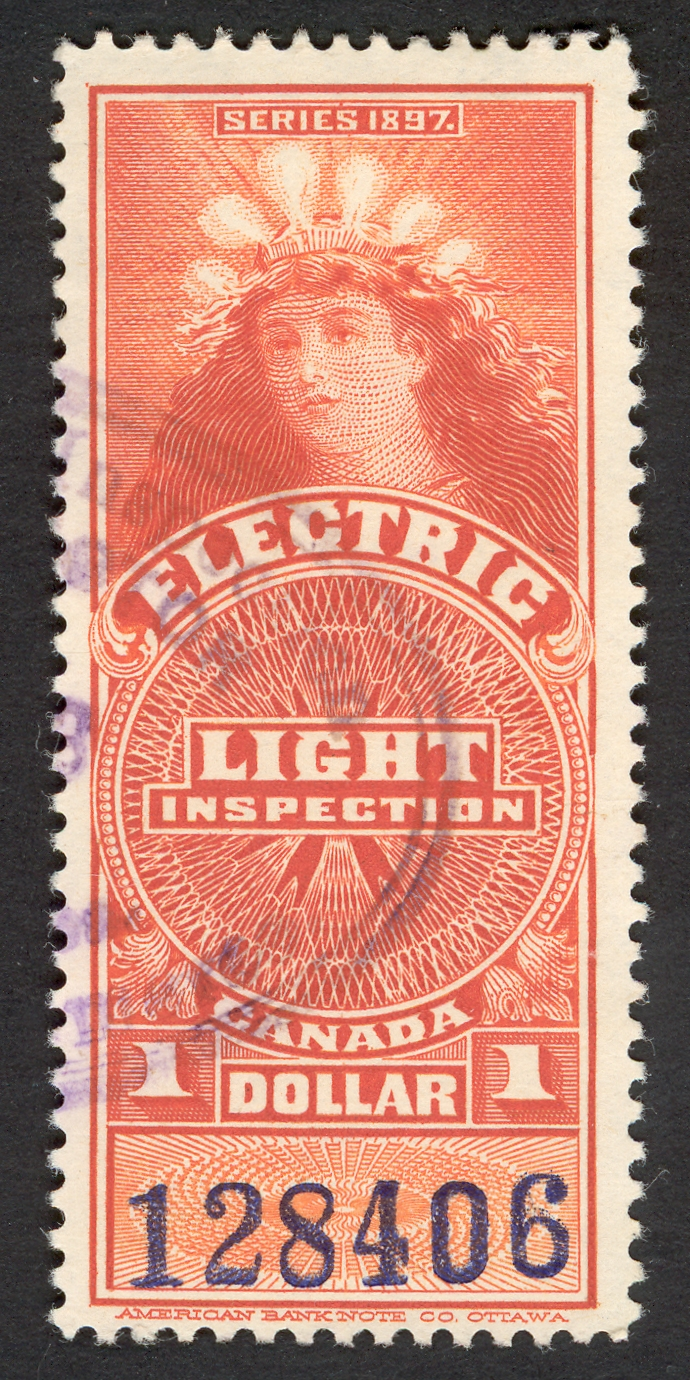
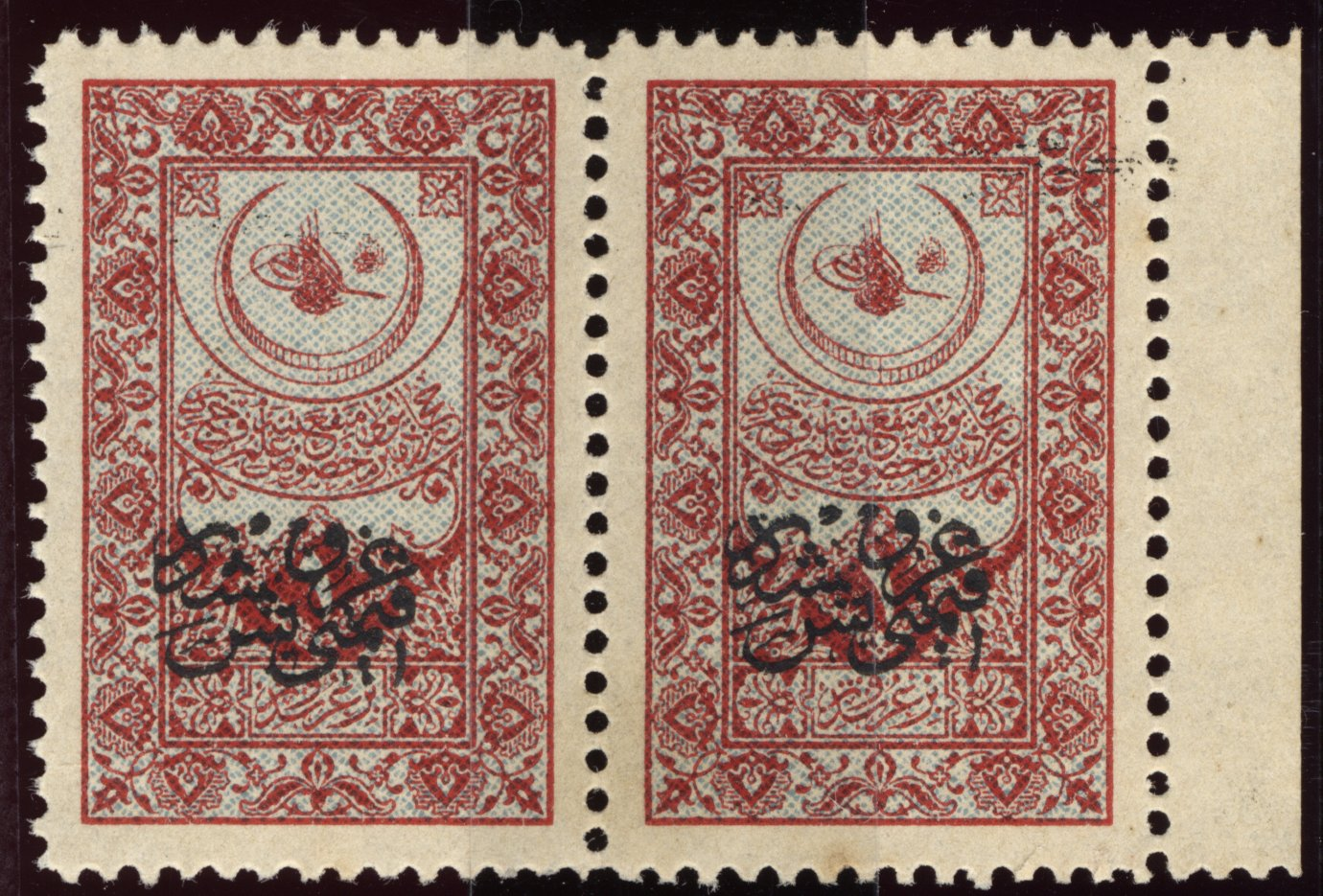
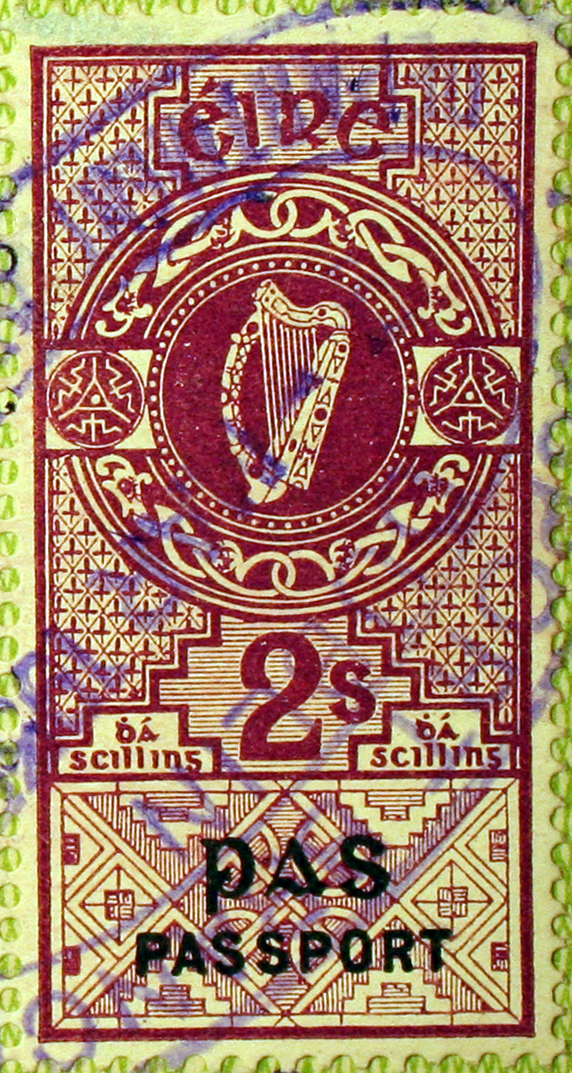